# Dique

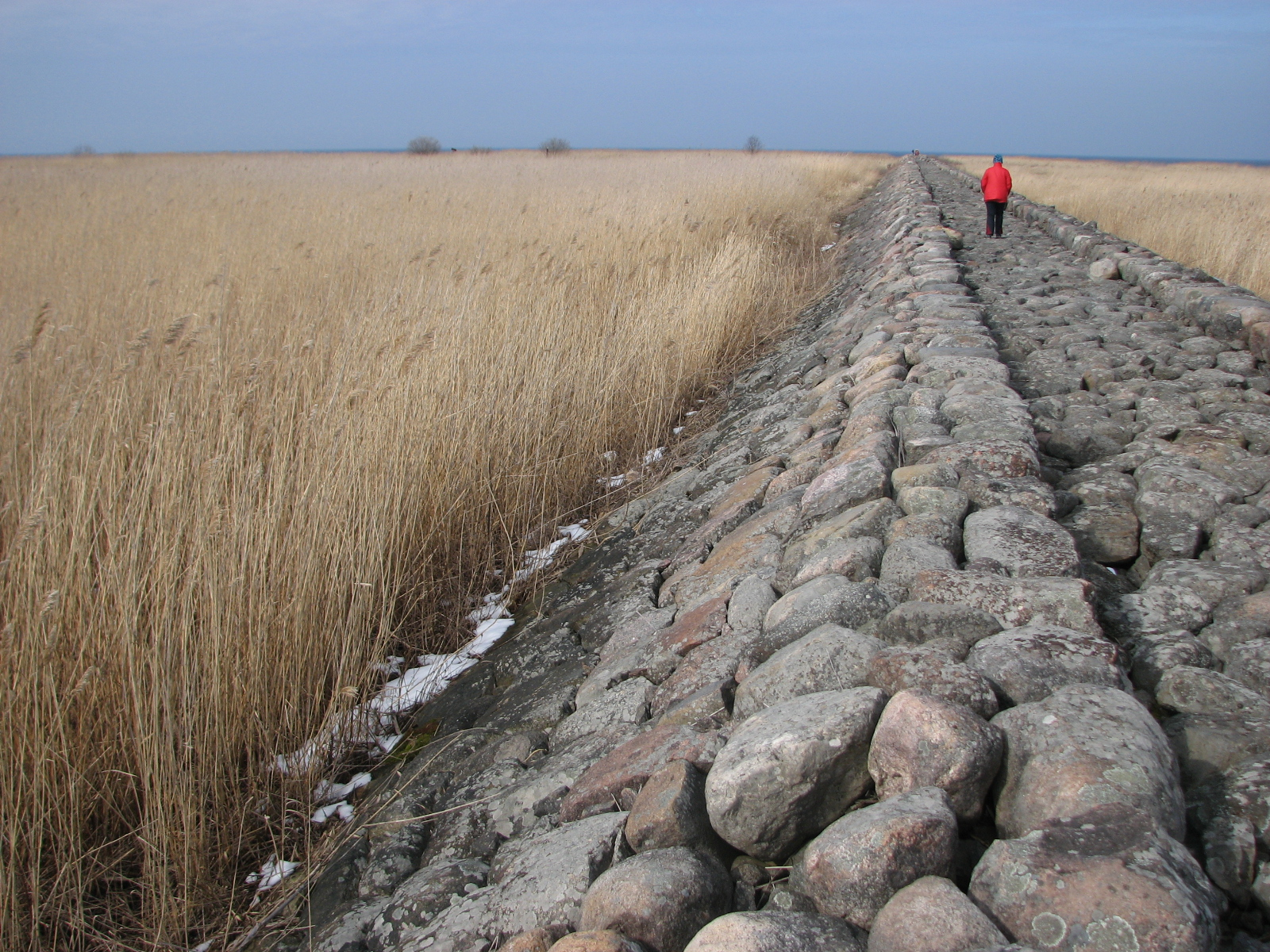
Dique en Ainaži, Letonia.

Un dique es una construcción para evitar el paso del agua. Puede ser natural o construido por el ser humano; de tierra, mampostería de piedra u hormigón, y tanto paralelo como perpendicular al curso de un río o al borde del mar.
La finalidad de un dique es impedir que cambie el curso de los ríos y proteger contra las inundaciones la zona adyacente al río o a la costa. Los diques pueden ser estructuras de crestas naturales que se forman junto a la orilla de un río, o ser un relleno o muro[cita requerida] que regula el nivel del agua. Sin embargo, los diques pueden ser perjudiciales para el medio ambiente.
Las antiguas civilizaciones del Valle del Indo, el antiguo Egipto, Mesopotamia, China y Mesoamérica construyeron diques. Hoy en día, los diques se pueden encontrar en todo el mundo, y los fallos de los diques debido a la erosión u otras causas pueden ser grandes desastres, como los catastróficos fallos de diques en 2005 en el Gran Nueva Orleans que se produjeron como consecuencia del huracán Katrina.

## Etimología
Los hablantes de inglés americano utilizan la palabra levee, del francés levée (del participio pasado femenino del verbo francés lever, 'levantar'). Se originó en Nueva Orleans pocos años después de la fundación de la ciudad en 1718 y posteriormente fue adoptado por los angloparlantes. El nombre deriva de la característica de que las crestas del dique están más elevadas que el canal y las llanuras aluviales circundantes.
La palabra moderna dique o dyke deriva probablemente de la palabra dijk en neerlandés, cuya construcción ya estaba documentada en el siglo XI. El 126 kilómetros (78,3 mi) El Westfriese Omringdijk, terminado en 1250, se formó conectando diques más antiguos. El cronista romano Tácito menciona que los rebeldes bátavos perforaron diques para inundar sus tierras y proteger su retirada (70 CE). La palabra dijk indicaba originalmente tanto la zanja como la bank. Es muy parecida al verbo inglés to dig.
En anglosajón, la palabra dic ya existía y se pronunciaba como dick en el norte de Inglaterra y como ditch en el sur. Al igual que en holandés, los orígenes ingleses de la palabra se remontan a cavar una zanja y formar con la tierra levantada un banco junto a ella.  Esta práctica ha dado lugar a que el nombre pueda referirse tanto a la excavación como al banco. Así, Offa's Dyke es una estructura combinada y Car Dyke es una zanja, aunque antiguamente también contaba con bancos elevados. En las Midlands y East Anglia inglesas, y en Estados Unidos, un dique es lo que una ditch en el sur de Inglaterra, un indicador de los límites de una propiedad o un canal de drenaje. Cuando lleva un arroyo, puede denominarse dique corriente, como en Rippingale Running Dike, que conduce el agua desde el desagüe de aguas pluviales, Car Dyke, hasta el South Forty Foot Drain en Lincolnshire (TF1427). El dique Weir es un dique de infiltración en Bourne North Fen, cerca de Twenty y junto al río Glen, Lincolnshire. En Norfolk y Suffolk Broads, un dique puede ser una zanja de drenaje o un estrecho canal artificial a la salida de un río o ancho para acceso o amarre, algunos diques más largos reciben su nombre, por ejemplo Candle Dyke.
En algunas partes del Britania, particularmente Escocia y norte de Inglaterra, un dique puede ser un muro de campo, generalmente hecho con piedra seca.

## Usos

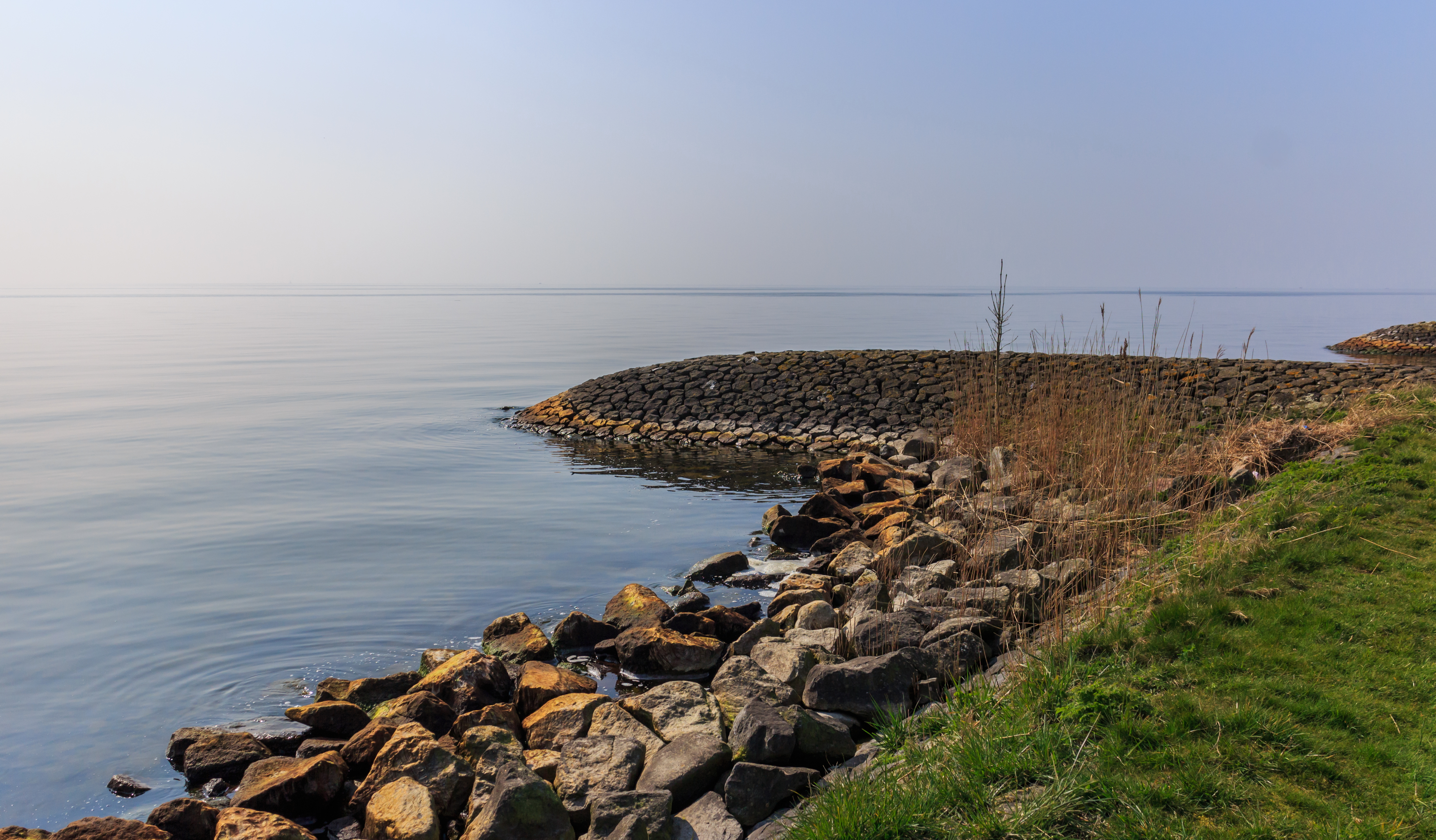
Dique reforzado

El principal objetivo de los diques artificiales es evitar la inundación de la campiña colindante y frenar los cambios de curso naturales de una vía fluvial para proporcionar vías de navegación fiables para el comercio marítimo a lo largo del tiempo; también confinan el caudal del río, lo que provoca un flujo de agua mayor y más rápido. Los diques se encuentran principalmente a lo largo del mar, donde las dunas no son suficientemente fuertes, a lo largo de los ríos para protegerse de las crecidas, a lo largo de los lagos o de los pólderes. Además, se han construido diques con el fin de empalizar o como límite de una zona de inundación. Esta última puede ser una inundación controlada por el ejército o una medida para evitar la inundación de una zona mayor rodeada de diques. También se han construido diques como límites de campos y como defensas militares. Encontrará más información sobre este tipo de diques en el artículo sobre  muros de piedra seca.
Los diques pueden ser de tierra permanentes o construcciones de emergencia (a menudo de sacos de arena) construidos apresuradamente en una emergencia de inundación.
Algunos de los primeros diques fueron construidos por la civilización del valle del Indo (en Pakistán y norte de la India desde aproximadamente el 2600 a. C.) de la que dependía la vida agraria de los pueblos Harappan. También se construyeron diques hace más de 3000 años en el antiguo Egipto, donde se construyó un sistema de diques a lo largo de la orilla izquierda del río Nilo durante más de 600 millas (1000 km), que se extendía desde la actual Asuán hasta el Delta del Nilo, a orillas del Mediterráneo. Las civilizaciones de Mesopotamian y China antigua también construyeron grandes sistemas de diques. Dado que un dique es tan fuerte como su punto más débil, la altura y las normas de construcción tienen que ser coherentes a lo largo de su longitud. Algunas autoridades han argumentado que esto requiere una fuerte autoridad de gobierno para guiar el trabajo, y puede haber sido un catalizador para el desarrollo de sistemas de gobierno en las primeras civilizaciones.  Sin embargo, otros señalan la existencia de obras de tierra para el control del agua a gran escala, como canales y/o diques, que datan de antes del Rey Escorpión en el Egipto Predinástico, durante el cual el gobierno estaba mucho menos centralizado.
Otro ejemplo de dique histórico que protegía la creciente ciudad-estado de Mēxihco-Tenōchtitlan y la ciudad vecina de Tlatelōlco, fue construido durante los primeros años del siglo XIV, bajo la supervisión del tlahtoani del altépetl Texcoco, Nezahualcóyotl. Su función era separar las aguas salobres del lago de Texcoco (ideales para la técnica agrícola Chināmitls) del agua dulce potable que se suministraba a los asentamientos. Sin embargo, después de que los europeos destruyeran Tenochtitlan, el dique también fue destruido y las inundaciones se convirtieron en un grave problema, lo que provocó que la mayor parte de El Lago fuera desecado en el siglo XVII.
Los diques suelen construirse apilando tierra sobre una superficie nivelada y despejada. Son anchos en la base y se estrechan hasta alcanzar un nivel superior, donde pueden colocarse terraplenes temporales o sacos de arena. Debido a que la intensidad de la descarga de la crecida aumenta en los diques de orilla del río y a que los depósitos de limo elevan el nivel del lecho del río, la planificación y las medidas auxiliares son vitales. Los tramos suelen retranquearse del río para formar un cauce más ancho, y las cuencas de los valles de inundación se dividen mediante múltiples diques para evitar que una sola brecha inunde una zona extensa. Un dique hecho de piedras colocadas en hileras horizontales con un lecho de césped fino entre cada una de ellas se conoce como spetchel.
Los diques artificiales requieren una ingeniería importante. Su superficie debe protegerse de la erosión, por lo que se plantan con vegetación como la  hierba Bermuda para unir la tierra. En el lado de tierra de los diques altos, se suele añadir una terraza baja de tierra conocida como banqueta como otra medida contra la erosión. En el lado del río, la erosión provocada por fuertes olas o corrientes supone una amenaza aún mayor para la integridad del dique. Los efectos de la erosión se contrarrestan plantando vegetación adecuada o instalando piedras, cantos rodados, esteras lastradas o revestimiento de hormigón. Se construyen zanjas separadas o baldosas de drenaje para garantizar que los cimientos no se encharquen.

## Diques artificiales
Los diques artificiales pueden ser utilizados para:
- Prevenir la inundación de los campos aledaños a los ríos o mares; sin embargo también se utilizan para encajonar el flujo de los ríos a fin de darles un flujo más rápido. Son conocidos como diques de contención.
- Protege determinadas áreas contra el embate de las olas.

- Forman caminos integrando un orden vial.

### Diques de contención
Estos diques tradicionalmente son construidos, amontonando tierra a la vera del río. Amplio en la base y afilados en la cumbre, donde se suelen poner bolsas de arena.
En el altiplano andino, particularmente en la región peruana, antiguamente adrados de tierra vegetal, de unos 30 x 30 cm, con un espesor variable de unos 15 cm. Estas champas, sin eliminar la vegetación se colocaban invertidas, con la intención de que la vegetación al crecer, sobre todo en los bordes libres, consolidarían la estructura. Lamentablemente se ha verificado que el procedimiento no se ha demostrado muy eficiente, y se están lentamente sustituyendo estas estructuras de tierra por estructuras construidas técnicamente.

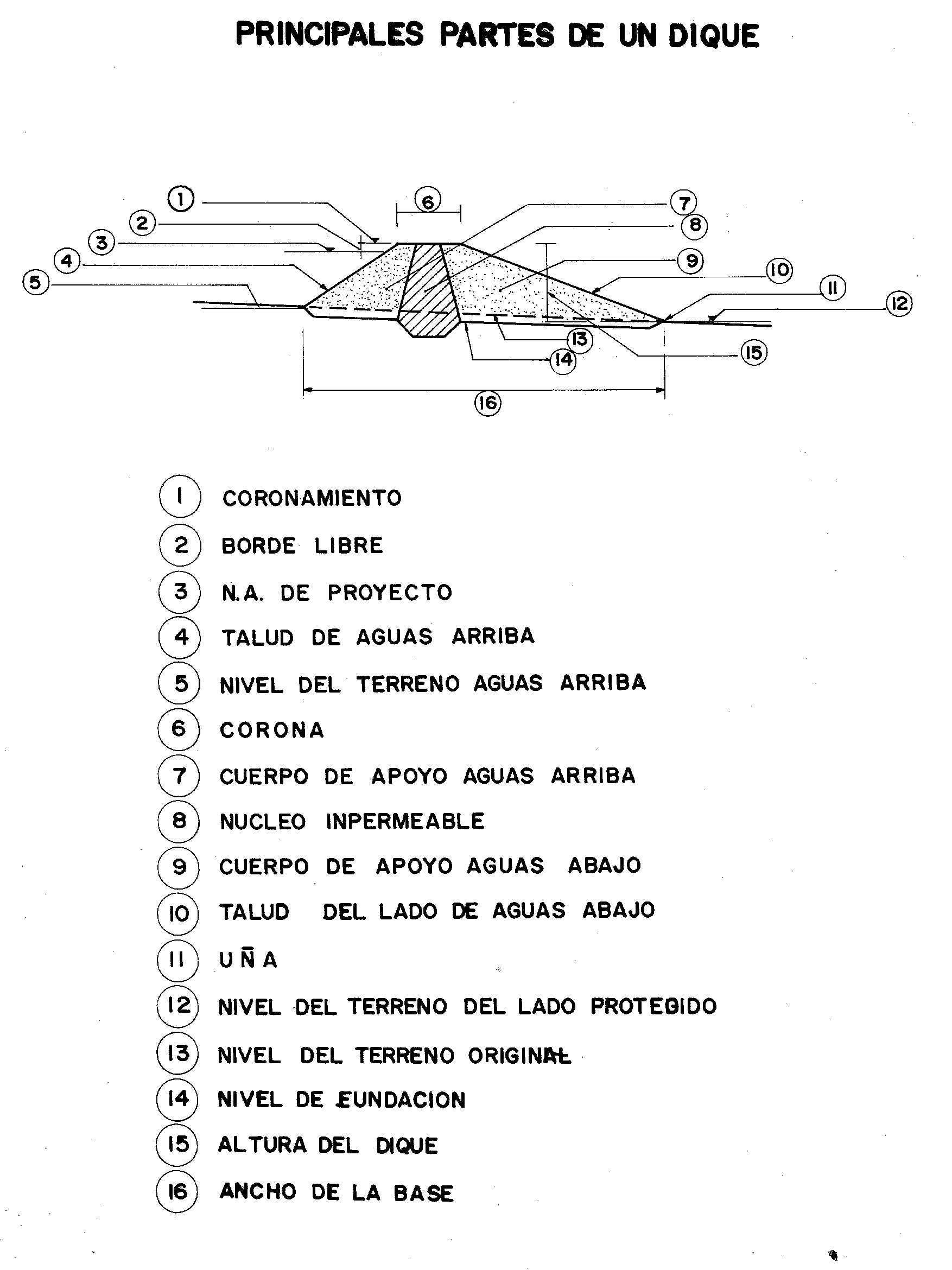

Modernamente los diques de defensas ribereñas son construidos siguiendo los criterios técnicos modernos para estructuras de tierra, y en muchos casos su estructura es compleja, comprendiendo una parte de soporte, un núcleo impermeable y drenes de pie para minimizar el riesgo de rupturas. 
Existen importantes sistemas modernos de diques a lo largo de los ríos Misisipi y Sacramento en EE. UU.; el Po y el Danubio en Europa.

#### Partes de un dique de contención contra inundaciones
La sección transversal que se aprecia al lado es la sección de un dique de contención en tierra, con núcleo impermeable. Sus partes son:
1. Coronamiento
2. Borde libre
3. Nivel de agua de proyecto
4. Talud de aguas arriba (en este caso, considerando que el agua tiende a infiltrar a través del dique, el talud de aguas arriba es todo aquel que se encuentra al interior del cauce del río.
5. Nivel del terreno aguas arriba.
6. Corona
7. Cuerpo de apoyo, aguas arriba. El material utilizado en esta parte del dique puede ser granular y poco permeable.
8. Núcleo impermeable
9. Cuerpo de apoyo, aguas abajo. El material debe ser permeable.

### Diques rompeolas

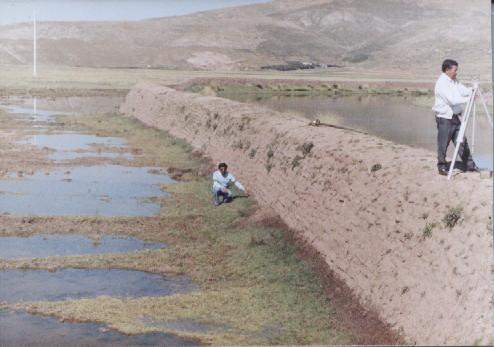
Defensa ribereña construida con champas.

Son estructuras artificiales creadas mediante superposición de capas de elementos de diferentes granulometrías y materiales encaminada a reducir la cantidad de energía proveniente del oleaje que entra en un lugar que se quiere abrigar, por ejemplo un puerto. Contrariamente a los diques de contención, no tienen una función de impedir la filtración del agua. 
Existen diferentes tipologías de diques, también llamados espigones:
- En talud
- Vertical
- Flotante
- etc

Los diques en talud tradicionalmente se han construido mediante un núcleo de todo uno, encima del cual se superponen capas de elementos de tamaño creciente separados por capas de filtro. Actualmente, los elementos mayores (que conforman los mantos exteriores) son piezas de hormigón en masa de diferentes formas (cubos, dolos, tetrápodos, etc), que sustituyen a la escollera. Los diques en talud resisten el oleaje provocando la rotura del mismo.
Los diques verticales están formados por cajones de hormigón armado que se trasladan flotando al lugar de fondeo y se hunden, para después rellenarlos con áridos, de forma que constituyan una estructura rígida. Las ventajas de este tipo de diques son que para una misma profundidad, requieren mucho menos material que los diques rompeolas, y que se pueden prefabricar. Sin embargo, presentan algunas desventajas como son que concentran su peso en una superficie menor, y por lo tanto requieren un suelo más resistente para su colocación; y que reflejan gran parte del oleaje que incide sobre ellos, aumentando los esfuerzos sobre la estructura y dificultando la navegación en las inmediaciones del dique vertical. Además, no presentan una rotura gradual como sus homólogos diques en talud cosa que provoca que se hayan de dimensionar para olas de más altura.

## Diques naturales
Un dique natural resulta del depósito de material arrastrado por el río en el borde del mismo durante las inundaciones. Esto va causando, progresivamente, la elevación de la ribera. 
También se denomina dique una formación geológica natural de origen volcánico (diques ígneos intrusivos).

## Fallas y rupturas
Tanto los diques naturales como los construidos por el hombre pueden fallar de varias maneras. Los factores que provocan el fallo de los diques son el desbordamiento, la erosión, los fallos estructurales y la saturación de los diques. El más frecuente (y peligroso) es la rotura del dique.  En este caso, una parte del dique se rompe o se erosiona, dejando una gran abertura para que el agua inunde las tierras que de otro modo estarían protegidas por el dique. Una brecha puede ser un fallo repentino o gradual, causado por la erosión de la superficie o por una debilidad subterránea del dique. Una brecha puede dejar un depósito de sedimentos en forma de abanico que se extiende desde la brecha, lo que se describe como separación de meandros. En los diques naturales, una vez que se ha producido una brecha, el hueco en el dique permanecerá hasta que se rellene de nuevo mediante procesos de construcción de diques. Esto aumenta las posibilidades de que se produzcan futuras brechas en el mismo lugar. Las brechas pueden ser el lugar de corte de meandro si la dirección del flujo del río se desvía permanentemente a través de la brecha.
A veces se dice que los diques fallan cuando el agua sobrepasa la cresta del dique. Esto provocará inundaciones en las llanuras de inundación, pero como no daña el dique, tiene menos consecuencias para futuras inundaciones.
Entre los diversos mecanismos de fallo que provocan la rotura de los diques, la erosión del suelo es uno de los factores más importantes. Predecir la erosión del suelo y la generación de socavación cuando se produce el rebase es importante para diseñar diques y muros de contención estables. Se han realizado numerosos estudios para investigar la erosionabilidad de los suelos. Briaud et al. (2008) utilizaron la prueba del Aparato de Función de Erosión (EFA) para medir la erosionabilidad de los suelos y, posteriormente, utilizando el software Chen 3D, se realizaron simulaciones numéricas en el dique para averiguar los vectores de velocidad en el agua de rebase y la socavación generada cuando el agua de rebase incide en el dique. Mediante el análisis de los resultados de la prueba EFA, se elaboró una tabla de erosión para clasificar la erosionabilidad de los suelos.  Hughes y Nadal en 2009 estudió el efecto de la combinación del desbordamiento de las olas y el desbordamiento de la marea de tormenta en la erosión y la generación de socavación en los diques. El estudio incluyó parámetros hidráulicos y características del flujo, como el espesor del flujo, los intervalos de las olas y el nivel de la marejada sobre la corona del dique, para analizar el desarrollo de la socavación. De acuerdo con las pruebas de laboratorio, se derivaron correlaciones empíricas relacionadas con la descarga media de desbordamiento para analizar la resistencia del dique contra la erosión. Estas ecuaciones solo podían ajustarse a la situación, similar a las pruebas experimentales, mientras que pueden dar una estimación razonable si se aplican a otras condiciones.
Osouli et al. (2014) y Karimpour et al. (2015) llevaron a cabo una modelización física de diques a escala de laboratorio para evaluar la caracterización de la puntuación de diferentes diques debido al desbordamiento de muros de contención.
Otro enfoque aplicado para prevenir los fallos de los diques es la tomografía de resistividad eléctrica (ERT). Este método geofísico no destructivo puede detectar con antelación las zonas críticas de saturación en los diques. Así, la ERT puede utilizarse en la monitorización de los fenómenos de infiltración en las estructuras de tierra y actuar como un sistema de alerta temprana, por ejemplo, en las partes críticas de los diques o terraplenes.